# Ascoli Calcio 1898 FC 2018-2019
Questa voce raccoglie le informazioni riguardanti l'Ascoli Picchio F.C. 1898 nelle competizioni ufficiali della stagione 2018-2019.

## Stagione
Nella stagione 2018-2019 l'Ascoli disputa il campionato cadetto, nel quale raccoglie 43 punti con il tredicesimo posto finale. La squadra marchigiana allenata da Vincenzo Vivarini ottiene 24 punti nel girone di andata, e 19 nel girone di ritorno, chiude a cinque punti dai Play-out. Bianconeri subito fuori dalla Coppa Italia Tim Cup nel secondo turno, con la pesante sconfitta (0-4) con la neopromossa Viterbese.

## Divise e sponsor
Lo sponsor tecnico per la stagione 2018-2019 è Nike mentre gli sponsor ufficiali sono AIR Fire, Bricofer e Fainplast. Due nuovi sponsor istituzionali unici per tutta la Serie B: Unibet come Top Sponsor posteriore e "Facile ristrutturare" sulla manica sinistra come patch.
| Casa | Trasferta | Terza divisa |  |

## Rosa
Rosa tratta dal sito ufficiale dell'Ascoli
Aggiornato al 4 settembre 2018.
| N. |                      | Ruolo | Calciatore        |
| -- | -------------------- | ----- | ----------------- |
| 1  | Italia (bandiera)    | P     | Ivan Lanni        |
| 2  | Argentina (bandiera) | D     | Nahuel Valentini  |
| 3  | Italia (bandiera)    | D     | Matteo Rubin      |
| 4  | Italia (bandiera)    | D     | Ivan De Santis    |
| 5  | Italia (bandiera)    | C     | Michele Troiano   |
| 6  | Italia (bandiera)    | D     | Salvatore D'Elia  |
| 7  | Italia (bandiera)    | A     | Enrico Baldini    |
| 8  | Italia (bandiera)    | C     | Gianluca Carpani  |
| 8  | Argentina (bandiera) | C     | Gaspar Iñíguez    |
| 9  | Italia (bandiera)    | A     | Simone Ganz       |
| 10 | Italia (bandiera)    | A     | Lorenzo Rosseti   |
| 11 | Serbia (bandiera)    | C     | Nikola Ninković   |
| 12 | Italia (bandiera)    | P     | Alessandro Bacci  |
| 14 | Italia (bandiera)    | D     | Emanuele Padella  |
| 15 | Italia (bandiera)    | D     | Danilo Quaranta   |
| 16 | Italia (bandiera)    | C     | Federico Casarini |
| 17 | Italia (bandiera)    | C     | Michele Cavion    |
| 18 | Italia (bandiera)    | C     | Samuele Parlati   |
| 18 | Belgio (bandiera)    | C     | Moutir Chajia     |

| N. |                           | Ruolo | Calciatore             |
| -- | ------------------------- | ----- | ---------------------- |
| 19 | Ghana (bandiera)          | C     | Bright Addae           |
| 20 | Polonia (bandiera)        | C     | Tomasz Kupisz          |
| 20 | Italia (bandiera)         | A     | Amato Ciciretti        |
| 21 | Italia (bandiera)         | A     | Giacomo Beretta        |
| 22 | Italia (bandiera)         | P     | Filippo Perucchini     |
| 22 | Serbia (bandiera)         | P     | Vanja Milinković-Savić |
| 23 | Italia (bandiera)         | D     | Riccardo Brosco        |
| 26 | Senegal (bandiera)        | A     | Keba Coly              |
| 27 | Italia (bandiera)         | D     | Lorenzo Valeau         |
| 28 | Italia (bandiera)         | D     | Gianmarco Ingrosso     |
| 28 | Italia (bandiera)         | D     | Cristian Andreoni      |
| 30 | Italia (bandiera)         | C     | Davide Frattesi        |
| 31 | Italia (bandiera)         | C     | Alessandro De Angelis  |
| 32 | Italia (bandiera)         | A     | Matteo Ardemagni       |
| 33 | Italia (bandiera)         | D     | Daniele Mignanelli     |
| 37 | Italia (bandiera)         | C     | Lorenzo Laverone       |
| 39 | Belgio (bandiera)         | A     | Maecky Ngombo          |
| 40 | Italia (bandiera)         | P     | Mattia Scevola         |
|    | Costa d'Avorio (bandiera) | C     | Pierre Desiré Zebli    |

## Risultati

### Serie B

#### Girone di andata
| Arbitro: | Volpi (Arezzo) |

|              |           |             |
| Brosco 90+5’ | Marcatori | 19’ Maniero |

| Arbitro: | Guccini (Albano Laziale) |

|              |           |  |
| Vido 6’, 48’ | Marcatori |  |

| Arbitro: | Rapuano (Rimini) |

|               |           |  |
| Ardemagni 69’ | Marcatori |  |

| 22 settembre 2018 4ª giornata |  | – Turno di riposo Ascoli |  |  |

| Arbitro: | Illuzzi (Molfetta) |

|                |           |             |
| Di Tacchio 61’ | Marcatori | 8’ Ninković |

| Ascoli Piceno 30 settembre 2018, ore 15:00 CEST 6ª giornata | Ascoli          | 0 – 0 referto | Cremonese | Stadio Cino e Lillo Del Duca (5 700 spett.)\| Arbitro: \| Pezzuto (Lecce) \| |
| Arbitro:                                                    | Pezzuto (Lecce) |               |           |                                                                              |

| Arbitro: | Maggioni (Lecco) |

|                               |           |                    |
| Deli 10’ Galano 14’ Gerbo 72’ | Marcatori | 5’ Brosco 29’ Ganz |

| Arbitro: | Marini (Roma) |

|            |           |  |
| Cavion 60’ | Marcatori |  |

| Arbitro: | Dionisi (L'Aquila) |

|              |           |  |
| Raičević 42’ | Marcatori |  |

| Arbitro: | Serra (Torino) |

|            |           |  |
| Cavion 85’ | Marcatori |  |

| Arbitro: | Volpi (Arezzo) |

|         |           |                               |
| Coda 2’ | Marcatori | 20’ (aut.) Volta 47’ Ninković |

| Arbitro: | Ros (Pordenone) |

|                       |           |                                        |
| Ngombo 20’ Brosco 82’ | Marcatori | 26’ Bonazzoli 60’ Capello 79’ Mazzocco |

| Arbitro: | Fourneau (Roma) |

|             |           |               |
| Brugman 50’ | Marcatori | 65’ Ardemagni |

| Arbitro: | Illuzzi (Molfetta) |

|                                       |           |             |
| Ardemagni 1’ Cavion 46’ Padella 90+5’ | Marcatori | 55’ Okereke |

| Arbitro: | Di Martino (Teramo) |

|           |           |  |
| Citro 83’ | Marcatori |  |

| Arbitro: | Ghersini (Genova) |

|                      |           |               |
| Ardemagni 24’ (rig.) | Marcatori | 18’ Schenetti |

| Arbitro: | Nasca (Bari) |

|             |           |              |
| Rosseti 75’ | Marcatori | 90+4’ Bisoli |

| Arbitro: | Piscopo (Imperia) |

|                                               |           |  |
| Perucchini 26’ (aut.) Čočev 74’ Szymiński 86’ | Marcatori |  |

| Arbitro: | Massimi (Termoli) |

|                                   |           |                     |
| Brosco 46’ Beretta 88’ Ganz 90+5’ | Marcatori | 9’ Simy 16’ Firenze |

#### Girone di ritorno
| Cosenza 20 gennaio 2019, ore 15:00 CET 20ª giornata | Cosenza               | 0 – 0 referto | Ascoli | Stadio San Vito-Gigi Marulla (5 974 spett.)\| Arbitro: \| Abbattista (Molfetta) \| |
| Arbitro:                                            | Abbattista (Molfetta) |               |        |                                                                                    |

| Arbitro: | Marini (Roma) |

|  |           |                                   |
|  | Marcatori | 51’ Verre 56’ Han 90+6’ Falzerano |

| Arbitro: | Baroni (Firenze) |

|                                                                                   |           |  |
| Tabanelli 4’, 60’ Petriccione 16’ La Mantia 19’ Mancosu 24’, 66’ Falco 31’ (rig.) | Marcatori |  |

| 10 febbraio 2019 23ª giornata |  | – Turno di riposo Ascoli |  |  |

| Arbitro: | Minelli (Varese) |

|                         |           |                                           |
| Ninković 3’ Beretta 48’ | Marcatori | 13’ Calaiò 18’ Casasola 40’, 90+6’ Jallow |

| Arbitro: | Nasca (Bari) |

|  |           |             |
|  | Marcatori | 68’ Rosseti |

| Arbitro: | Giua (Olbia) |

|                          |           |                      |
| Rosseti 12’ Ninković 44’ | Marcatori | 30’ Deli 90+5’ Kragl |

| Arbitro: | Rapuano (Rimini) |

|          |           |            |
| Poli 48’ | Marcatori | 42’ Ngombo |

| Arbitro: | Serra (Torino) |

|             |           |                     |
| Beretta 16’ | Marcatori | 23’ (rig.) Diamanti |

| Arbitro: | Pilliteri (Palermo) |

|             |           |             |
| Pazzini 36’ | Marcatori | 10’ Rosseti |

| Arbitro: | Aureliano (Bologna) |

|                             |           |                                |
| Ardemagni 20’ Ciciretti 38’ | Marcatori | 69’ Coda 90+1’ (rig.) N. Viola |

| Arbitro: | Pezzuto (Lecce) |

|             |           |                                 |
| Capello 44’ | Marcatori | 41’ (rig.) Ninković 57’ Rosseti |

| Arbitro: | Di Paolo (Avezzano) |

|                                          |           |                    |
| Ninković 42’ (rig.) Ciciretti 84’ (rig.) | Marcatori | 36’ (rig.) Mancuso |

| Arbitro: | Volpi (Arezzo) |

|                                       |           |                          |
| Gălăbinov 51’ (rig.), 80’ Okereke 57’ | Marcatori | 17’ Brosco 34’ Ardemagni |

| Arbitro: | Marinelli (Tivoli) |

|               |           |  |
| Ardemagni 36’ | Marcatori |  |

| Arbitro: | Maggioni (Lecco) |

|                        |           |                             |
| Panico 62’ Moncini 65’ | Marcatori | 35’ Valentini 39’ Ardemagni |

| Arbitro: | Baroni (Firenze) |

|             |           |  |
| Dessena 36’ | Marcatori |  |

| Arbitro: | Fourneau (Roma) |

|           |           |                    |
| Addae 63’ | Marcatori | 60’ Moreo 86’ Haas |

| Arbitro: | Piscopo (Imperia) |

|                                   |           |  |
| Simy 40’ Pettinari 48’ Benali 57’ | Marcatori |  |

### Coppa Italia
| Arbitro: | Massimi (Termoli) |

|  |           |                                            |
|  | Marcatori | 34’ Ngissah 39’ Zerbin 71’, 84’ Vandeputte |

## Statistiche

### Statistiche di squadra
Dati aggiornati a Crotone - Palermo del 26 febbraio 2019.
| Competizione | Punti         | In casa | In casa | In casa | In casa | In casa | In casa | In trasferta | In trasferta | In trasferta | In trasferta | In trasferta | In trasferta | Totale | Totale | Totale | Totale | Totale | Totale | DR  |
| Competizione | Punti         | G       | V       | N       | P       | Gf      | Gs      | G            | V            | N            | P            | Gf           | Gs           | G      | V      | N      | P      | Gf     | Gs     | DR  |
| ------------ | ------------- | ------- | ------- | ------- | ------- | ------- | ------- | ------------ | ------------ | ------------ | ------------ | ------------ | ------------ | ------ | ------ | ------ | ------ | ------ | ------ | --- |
| Serie B      | 43            | 18      | 7       | 7       | 4       | 25      | 24      | 18           | 3            | 6            | 9            | 15           | 32           | 36     | 10     | 13     | 13     | 40     | 56     | -16 |
| Coppa Italia | Secondo turno | 1       | 0       | 0       | 1       | 0       | 4       | 0            | 0            | 0            | 0            | 0            | 0            | 1      | 0      | 0      | 1      | 0      | 4      | -4  |
| Totale       | 43            | 19      | 7       | 7       | 5       | 25      | 28      | 18           | 3            | 6            | 9            | 15           | 32           | 37     | 10     | 13     | 14     | 40     | 60     | -20 |